# 亀井彰夫
亀井 彰夫（かめい あきお、1969年4月2日 - ）は、香川県出身の俳優。身長は165cm、体重は70kg、バスト80cm、ウェスト72cm、ヒップ84cm、靴サイズ24.5cm、血液型はO型である。趣味は美術鑑賞、芸術鑑賞、写真で、特技はケーブルの8の字巻き、ピンボール。U-2所属。

## 出演

### テレビドラマ
テレビ朝日
- 相棒4 第10話 - アナウンサーおたくの弁当配達・堀田弘幸 役
- 金曜ナイトドラマ 特命係長 只野仁 - SP盗撮マニアな会社員 役
- はぐれ刑事純情派 - 司会者 役
- 土曜ワイド劇場 西村京太郎サスペンス 鉄道捜査官
  - 大井川SL急行、密室展望車の殺意!黒衣の花嫁が遺したハイヒールの罠時刻表に仕掛けられた連続殺人
- エースをねらえ! - 記者 役
- サトラレ - 福引係員 役

TBS系列
- ハンドク!!! 第9話 - 救急隊員役
- ドラマ30 ヤ・ク・ソ・ク - コスプレ好きの男 役
- やんパパ
- クロサギ 第1話
- 冗談じゃない!
- すずがくれた音 - 漫画家役
- 吾輩は主婦である - 店員 役

フジテレビ系列
- アルジャーノンに花束を - 新田豊 役
- 世にも奇妙な物語 春の特別編 (2004年) 〜殺し屋ですのよ〜 - NOC開発研究所員役
- ウエディングプランナー SWEETデリバリー - 大塚久夫 役
- 傷だらけのラブソング - 喝アゲされる会社員 役
- 新・お水の花道 - 客 役
- ルーキー! 第6話 - 大学生 役
- 結婚披露宴〜人生最悪の3時間〜 - 出席者 役
- 結婚できない男

日本テレビ系列
- ラストプレゼント 娘と生きる最後の夏 - コンビニ店員 役
- 彼女が死んじゃった。 - おかまバー客 役
- ビューティ7 - 見合相手 役
- 向井荒太の動物日記 〜愛犬ロシナンテの災難〜 - ゴール 係
- 本家のヨメ - 見合相手 役

テレビ東京系列
- 超星神グランセイザー - ビル警備員 役

NHK
- 大河ドラマ 新撰組! - 診療所助手 役
- 朝の連続テレビ小説 純情きらり - ホール係員 役
- ハチロー - 井上 役

京都放送
- Super Network Drama ドゥニチラヴ - 原田 役

### 映画
- BOM! - 律儀 役